# Saint-Louis-du-Nord
Saint-Louis-du-Nord (Sen Lwi dinò en créole haïtien), est une commune d'Haïti située dans le département du Nord-Ouest. Elle est également chef-lieu de l'arrondissement de Saint-Louis-du-Nord.

## Démographie
La commune est peuplée de 105 808 habitants(recensement par estimation de 2009).

## Administration
La commune est composée des sections communales de :
- Rivière-des-Nègres (dont le quartier « Guichard »)
- Derouvray
- Des Granges
- Rivières-des-Barres
- Bonneau (dont le quartier « Bonneau »)
- Lafague (ou Chamoise)

## Économie
L'économie locale repose sur la culture du café, du cacao, du tabac, de la banane, des produits de la mer, de l'igname, des fruits.

## Personnalités
- Pierre Josué Agénor Cadet (1962-), homme politique né à Saint-Louis-du-Nord.
- Eberline Nicolas, femme journaliste et militantes pour les droits des enfants.
- Kébert Bastien, chanteur engagé et musicien haïtien.